# 吉隆县
吉隆县（藏語：སྐྱིད་རོང་རྫོང / སྐྱིད་གྲོང་རྫོང，威利转写：skyid (g)rong rdzong，藏语拼音：Gyirong Zong）是中华人民共和国西藏自治区日喀则市下属的一个县；藏语中意思是“快乐村”。常住总人口约2万人，县人民政府驻宗嘎镇（藏語：རྫོང་དགའ，威利转写：rdzong dga'）。

## 行政区划
吉隆县下辖2个镇、4个乡：
宗嘎镇、吉隆镇、差那乡、折巴乡、贡当乡和萨勒乡。

## 人口
根據第七次人口普查數據，截至2020年11月1日零時，吉隆縣常住人口為17536人。

## 交通
- 216国道、 219国道、 695国道